# Fernando Reges
Fernando Francisco Reges Mouta (Alto Paraíso de Goiás, Goiás, 25 de julio de 1987) es un futbolista brasileño. Juega como centrocampista y actualmente se encuentra en el Internacional de Porto Alegre del Campeonato Brasileño de Serie A.

## Trayectoria

### Inicios y Europa
Jugaba al fútbol en su ciudad natal para ser fichado por el Vila Nova Futebol Clube que por aquel entonces se encontraba en la Serie B de Brasil con el .En junio de 2007, Fernando firmó un contrato por 5 años con el Fútbol Club Oporto de Portugal, aunque pasó su primer año en Portugal cedido en el CF Estrela da Amadora, donde disputó 26 encuentros anotando un gol.
En el 2008 volvió al Porto, siendo un fijo en la volante del equipo junto a Lucho González y Raul Meireles, consiguiendo el 4º título de liga consecutivo para El Dragón. Además en la temporada 2010-11 se proclamó campeón de 3 títulos al obtener la Liga Zon Zagres, la Copa de Portugal y la UEFA Europa League, de la mano de Villas-Boas. 
El 25 de junio de 2014, fue traspasado por quince millones de euros al Manchester City.
El 4 de agosto de 2017, Fernando firmó con Galatasaray SK un contrato de tres años por una tarifa inicial de 5.25 millones de euros. En una nota publicada en el sitio web oficial del club turco, se confirmó que el pago ascendería en función de la realización de ciertas variables de rendimiento.
Hizo su debut en Süper Lig en el primer partido, jugando 83 minutos en una victoria local de 4-1 contra el Kayserispor; hizo 26 apariciones oficiales durante la temporada, anotando el 9 de diciembre en una victoria en casa 4-2 ante Akhisar Belediyespor y repitiendo la hazaña el 29 de abril siguiente para ayudar a vencer al Beşiktaş JK 2-0 en casa, un resultado que resultó decisivo para lograr el título de liga.
El 12 de julio de 2019 se hizo oficial su fichaje por el Sevilla Fútbol Club por 4,5 millones de euros. En el Sevilla Fútbol Club conquistó dos Europa League y ha desplegado un gran juego, siendo uno de los jugadores más queridos por la afición hispalense. 

### Vuelta a Brasil
El 29 de diciembre de 2023 se hizo oficial un acuerdo para la rescisión de su contrato con el club hispalense para fichar por el Vila Nova FC del Campeonato Brasileiro Série B.
Tras un mes en el club donde comenzó su carrera deportiva firmó por el  Internacional de Porto Alegre del Campeonato Brasileño de Serie A.

## Selección nacional
Fernando jugó con la selección de fútbol sub-20 de Brasil el Sudamericano Sub-20 de 2007 realizado en Paraguay, siendo campeón. Sin embargo, Fernando finalmente no entró en la lista definitiva para el Mundial Sub-20 de 2007.

## Estadísticas

### Clubes
Actualizado al último partido disputado el 19 de febrero de 2024.
| Vila Nova F. C. · Brasil | 2006          | 2.ª           | 21  | 1  | 2  | — | —   | — | 23  | 1  |
| Vila Nova F. C. · Brasil | Total club    | Total club    | 21  | 1  | 2  | 0 | 0   | 0 | 23  | 1  |
| C. F. Estrela Amadora Portugal | 2007-08       | 1.ª           | 26  | 1  | 5  | — | —   | — | 31  | 1  |
| C. F. Estrela Amadora Portugal | Total club    | Total club    | 26  | 1  | 5  | 0 | 0   | 0 | 31  | 1  |
| F. C. Porto Portugal | 2008-09       | 1.ª           | 25  | —  | 5  | — | 10  | — | 40  | 0  |
| F. C. Porto Portugal | 2009-10       | 1.ª           | 25  | —  | 8  | — | 6   | — | 39  | 0  |
| F. C. Porto Portugal | 2010-11       | 1.ª           | 21  | —  | 6  | 1 | 14  | 1 | 41  | 2  |
| F. C. Porto Portugal | 2011-12       | 1.ª           | 22  | 1  | 3  | — | 9   | — | 34  | 1  |
| F. C. Porto Portugal | 2012-13       | 1.ª           | 24  | 1  | 7  | 1 | 6   | — | 37  | 2  |
| F. C. Porto Portugal | 2013-14       | 1.ª           | 25  | —  | 9  | 1 | 11  | — | 45  | 1  |
| F. C. Porto Portugal | Total club    | Total club    | 142 | 2  | 38 | 3 | 56  | 1 | 236 | 6  |
| Manchester City F. C. Inglaterra | 2014-15       | 1.ª           | 25  | 2  | 3  | — | 5   | — | 33  | 2  |
| Manchester City F. C. Inglaterra | 2015-16       | 1.ª           | 24  | 2  | 8  | — | 10  | — | 42  | 2  |
| Manchester City F. C. Inglaterra | 2016-17       | 1.ª           | 15  | —  | 6  | — | 6   | — | 27  | 0  |
| Manchester City F. C. Inglaterra | Total club    | Total club    | 64  | 4  | 17 | 0 | 21  | 0 | 102 | 4  |
| Galatasaray S. K. Turquía | 2017-18       | 1.ª           | 25  | 2  | 1  | — | —   | — | 26  | 2  |
| Galatasaray S. K. Turquía | 2018-19       | 1.ª           | 22  | 2  | 5  | — | 5   | — | 32  | 2  |
| Galatasaray S. K. Turquía | Total club    | Total club    | 47  | 4  | 6  | 0 | 5   | 0 | 58  | 4  |
| Sevilla F. C. · España | 2019-20       | 1.ª           | 34  | 2  | 1  | 1 | 7   | 0 | 42  | 3  |
| Sevilla F. C. · España | 2020-21       | 1.ª           | 31  | 2  | 5  | 0 | 7   | 0 | 43  | 2  |
| Sevilla F. C. · España | 2021-22       | 1.ª           | 24  | 1  | 0  | 0 | 8   | 0 | 32  | 1  |
| Sevilla F. C. · España | 2022-23       | 1.ª           | 22  | 0  | 4  | 0 | 10  | 0 | 36  | 0  |
| Sevilla F. C. · España | 2023          | 1.ª           | 8   | 0  | 1  | 0 | 4   | 0 | 13  | 0  |
| Sevilla F. C. · España | Total club    | Total club    | 119 | 5  | 11 | 1 | 36  | 0 | 166 | 6  |
| Vila Nova F. C. · Brasil | 2024          | 2.ª           | 6   | 0  | 0  | 0 | —   | — | 6   | 0  |
| Vila Nova F. C. · Brasil | Total club    | Total club    | 6   | 0  | 0  | 0 | 0   | 0 | 6   | 0  |
| SC Internacional · Brasil | 2024          | 1.ª           | 0   | 0  | 0  | 0 | —   | — | 0   | 0  |
| SC Internacional · Brasil | Total club    | Total club    | 0   | 0  | 0  | 0 | 0   | 0 | 0   | 0  |
| Total carrera | Total carrera | Total carrera | 425 | 17 | 78 | 4 | 117 | 1 | 619 | 22 |
| (1) Incluye datos de la Copa de Brasil (2006) / Copa, Copa de Liga y Supercopa de Portugal (2007-14) / FA Cup la EFL Cup, Community Shield (2014-17) / Copa y Supercopa de Turquía (2017-19) / Copa del Rey (2019-Act.) (2) Incluye datos de la Liga de Campeones (2008-Act.); Liga Europa (2010-20) y Supercopa de Europa (2020-21) |               |               |     |    |    |   |     |   |     |    |

## Palmarés

### Títulos regionales
| Título            | Club            | Estado | Año  |
| ----------------- | --------------- | ------ | ---- |
| Campeonato Goiano | Vila Nova F. C. | Goiás  | 2005 |

### Títulos nacionales
| Título             | Club                  | Año  |
| ------------------ | --------------------- | ---- |
| Campeonato de Liga | F. C. Porto           | 2009 |
| Copa               | F. C. Porto           | 2009 |
| Supercopa          | F. C. Porto           | 2009 |
| Copa               | F. C. Porto           | 2010 |
| Supercopa          | F. C. Porto           | 2010 |
| Campeonato de Liga | F. C. Porto           | 2011 |
| Copa               | F. C. Porto           | 2011 |
| Campeonato de Liga | F. C. Porto           | 2012 |
| Supercopa          | F. C. Porto           | 2012 |
| Campeonato de Liga | F. C. Porto           | 2013 |
| Supercopa          | F. C. Porto           | 2013 |
| Copa de la Liga    | Manchester City F. C. | 2016 |
| Campeonato de Liga | Galatasaray S. K.     | 2018 |
| Campeonato de Liga | Galatasaray S. K.     | 2019 |
| Copa               | Galatasaray S. K.     | 2019 |

### Títulos internacionales
Nota * : incluyendo la selección
| Título                | Equipo *        | Año  |
| --------------------- | --------------- | ---- |
| Sudamericano (sub-20) | Brasil (sub-20) | 2007 |
|                       |                 |      |
| Liga Europa           | F. C. Porto     | 2011 |
| Liga Europa           | Sevilla F. C.   | 2020 |
| Liga Europa           | Sevilla F. C.   | 2023 |

### Distinciones individuales
- Mejor jugador del mes de LaLiga: abril de 2021.[8]